# Редовский, Иван Иванович
Ива́н Ива́нович Редо́вский (1774—1807) — русский ботаник, исследователь флоры Сибири и Камчатки.

## Биография
Иван Иванович Редовский родился в Мемеле 1 января 1774 года. Начальное образование получал в родном городе, затем поступил в Кёнигсбергский университет. Получил степень доктора медицины в Лейпцигском университете, после чего переехал в Ригу, некоторое время преподавая ботанику на дому. В 1799 году прибыл в Москву, где через профессора Христиана-Фридриха Стефана познакомился с графом Алексеем Кирилловичем Разумовским. Впоследствии Разумовский назначил Редовского заведующим ботаническим садом в Горенках. Вступил в переписку со многими известными ботаниками Европы.
В 1805 году И. И. Редовский принял приглашение в экспедицию в Китай во главе с Михаилом Ивановичем Адамсом, присоединённую к посольству графа Ю. А. Головкина. По прибытии в Санкт-Петербург он был избран адъюнктом ботаники Академии наук. В 1806 году экспедиция посетила Алданский хребет, Удской острог, Камчатку и Курильские острова.
В 1807 году Редовский отделился от экспедиции, продолжив исследование флоры бассейна реки Гижиги. Согласно современным источникам, он был ошибочно принят за царского шпиона и отравлен. В более ранних же источниках утверждается, что за сутки до отбытия в Нижне-Камчатск Редовский внезапно заболел. Так или иначе, 8 февраля 1807 года И. И. Редовский умер.
Гербарные образцы растений, собранные Редовским, были переданы Адельберту фон Шамиссо. По ним в 1826 году Шамиссо и Шлехтендаль опубликовали описания многих новых видов.

## Некоторые публикации
- Enumeratio plantatum quae in horto comitis Alexii a Razumowsky, in pago Mosquensi Gorinka vigent (1804).

## Роды и некоторые виды растений, названные в честь И. И. Редовского
- Redowskia Cham. & Schltdl., 1826, nom. rej. [= Smelowskia C.A.Mey. ex Ledeb., 1830, nom. cons.]
- Andromeda redowskii Cham. & Schltdl., 1826 [≡ Cassiope redowskii (Cham. & Schltdl.) G.Don, 1834
- Arenaria redowskii Cham. & Schltdl., 1826
- Carex redowskiana C.A.Mey., 1831 [≡ Carex parallela subsp. redowskiana (C.A.Mey.) T.V.Egorova, 1973]
- Erysimum redowskii Weinm., 1810
- Myosotis redowskii Hornem., 1813 [≡ Lappula redowskii (Hornem.) Greene, 1891
- Rhododendron redowskianum Maxim., 1859